# Carrier Air Wing Thirteen
13ème Escadre aérienne embarquée
Le Carrier Air Wing Thirteen (CVW-13) était une escadre aérienne embarquée de l'US Navy établie pour une courte période à la fin de la guerre froide. Il y avait trois unités précédentes qui avaient été nommées Carrier Air Group Thirteen (CVG-13), datant d'aussi loin que 1942, bien que chacune de ces unités ait une lignée distincte.

## Historique
Carrier Air Wing Thirteen a été créé le 1er mars 1984. Il a servi trois déploiements méditerranéens à bord de l'USS Coral Sea (CV-43).
Au cours de la croisière, le CVW-13 a participé à l'Opération Eldorado Canyon, frappant plusieurs cibles en Libye. 
Le CVW-13 s'est déployé sur deux autres croisières méditerranéennes à bord de l'USS Coral Sea avant d'être dissoute le 1er janvier 1991.

## Les unités subordonnées
| Code     | Insigne | Escadron                                           | Surnom            | Aéronef        | Déploiement       |
| -------- | ------- | -------------------------------------------------- | ----------------- | -------------- | ----------------- |
| VFA-131  |         | Strike Fighter Squadron 131                        | Wildcats          | F/A-18 Hornet  | 1er, 2ème et 3ème |
| VFA-132  |         | Strike Fighter Squadron 132 (VFA-132 (en))         | Privateers        | F/A-18 Hornet  | 1er et 3ème       |
| VFA-136  |         | Strike Fighter Squadron 136                        | Knighthawks       | F/A-18 Hornet  | 2ème              |
| VFA-137  |         | Strike Fighter Squadron 137 (VFA-137)              | Falcons/Krestels  | F/A-18 Hornet  | 3ème              |
| VMFA-314 |         | Marine Fighter Attack Squadron 314 (VMFA-314)      | Black Knights     | F/A-18 Hornet  | 1er               |
| VMFA-323 |         | Marine Fighter Attack Squadron 323 (VMFA-323)      | Death Rattlers    | F/A-18 Hornet  | 1er               |
| VMFA-451 |         | Marine Fighter Attack Squadron 451 (VMFAT-501)     | Warlords          | F/A-18 Hornet  | 3ème              |
| VA-55    |         | Attack Squadron 55 (VA-55 (U.S. Navy) (en))        | Topcats           | A-6 Intruder   | 1er et 2ème       |
| VA-65    |         | Attack Squadron 65 (Second VA-65 (U.S. Navy) (en)) | Tigers            | A-6 Intruder   | 2ème et 3ème      |
| VAW-127  |         | Carrier Airborne Early Warning Squadron 127        | Seabats           | E-2 Hawkeye    | 1er, 2ème et 3ème |
| VAQ-133  |         | Electronic Attack Squadron 133 (VAQ-133 (en))      | Wizards           | EA-6 Prowler   | 2ème et 3ème      |
| VAQ-135  |         | Electronic Attack Squadron 135 (VAQ-135 (en))      | Black Ravens      | EA-6 Prowler   | 1er               |
| VQ-2     |         | Fleet Air Reconnaissance Squadron VQ-2 (VQ-2 (en)) | Batmen/Sandeman   | A-3 Skywarrior | 1er               |
| HS-17    |         | Helicopter Anti-Submarine Squadron 17              | Neptune's Raiders | SH-3 Sea King  | 1er, 2ème et 3ème |